# 台灣麋鹿
台灣麋鹿（學名:Elaphurus formosanus），又名台灣四不像，是一種已滅絕的麋鹿，其化石在台南市左鎮區菜寮溪出土。其种加词“formosanus”意为“台湾的”。